# Romans-sur-Isère
Romans-sur-Isère är en kommun i departementet Drôme i regionen Auvergne-Rhône-Alpes i sydöstra Frankrike. Kommunen är chef-lieu över 2 kantoner som tillhör arrondissementet Valence (arrondissement)Valence. År 2022 hade Romans-sur-Isère 33 139 invånare.

## Befolkningsutveckling
Antalet invånare i kommunen Romans-sur-Isère
Referens:INSEE